# Automotrice FS ALn 668.1600
Le automotrici FS ALn 668.1600, note anche come ALn 668 serie 1600, fanno parte della seconda generazione del gruppo ALn 668, che comprende in ordine cronologico le serie 1500, 1600, 1700 e 1800.

## Costruzione
Le ALn 668.1600 furono ordinate nel 1968 con i fondi della seconda fase del piano di finanziamento decennale 1962-1972 e, pur essendo interamente di progettazione FIAT, per motivi di politica industriale la loro produzione fu suddivisa tra la FIAT e la Breda Pistoiesi.
La serie 1600 fu prodotta in 33 unità così suddivise:
- ALn 668.1601-1618, ordinate nel 1968 e consegnate dalla FIAT Sezione Materiale Ferroviario nel 1970;
- ALn 668.1619-1633, ordinate nel 1968 e consegnate dalla Ferroviaria Breda Pistoiesi tra il 1970 e il 1971.

A partire dalla serie 1600 cessa definitivamente la costruzione per le FS dei rimorchi pilota Ln 664 e Ln 882.

## Caratteristiche
Le ALn 668.1600 hanno una capacità di 68 posti a sedere, di cui 8 di prima classe, e sono mosse da due motori Diesel con potenza di taratura di 115 kW ciascuno, che permettono una velocità massima di 110 km/h e un'autonomia di circa 600 km.
Le automotrici ALn 668.1600 possono essere pilotate dalle rimorchiate Ln 664.1400 e sono atte al comando multiplo in doppia trazione.

### Differenze dalla serie 1500
Le ALn 668.1600 sono praticamente identiche alla precedente serie 1500, di cui si possono considerare una riedizione con il cambio meccanico FIAT a cinque marce a comando elettropneumatico che equipaggiava le 1400 e che di qui in avanti sarà impiegato su tutte le serie successive.
Oltre al cambio e alle relative modifiche sul banco di manovra e sugli impianti elettrici e pneumatici, l'unica differenza tangibile esternamente era costituita dai nuovi fanali di tipo automobilistico, parzialmente incassati nel frontale per evitare interferenze con le porte dell'intercomunicante in posizione aperta.

## Esercizio

### Assegnazione ai depositi locomotive
Le assegnazioni iniziali delle ALn 668.1600 interessarono il deposito locomotive (DL) di Sulmona, che ricevette solo automotrici FIAT, il DL di Bologna Centrale, che ricevette solo automotrici Breda, e il DL di Siracusa, a cui toccò la maggior parte delle unità e ricevette le automotrici di entrambi i costruttori.
Tra il 1975 e il 1977 le automotrici di Sulmona furono trasferite al DL di Caltanissetta, mentre quelle di Bologna Centrale, tre delle quali erano state dislocate per un anno al DL di Lecco, furono suddivise tra i DL di Siracusa e Caltanissetta, concentrando così in Sicilia tutta la serie, con 18 unità a Siracusa e 15 a Caltanissetta.
La situazione rimase stabile fino alla metà degli anni 1990, quando con la soppressione del DL di Caltanissetta le sue automotrici ALn 668.1600 (a parte 2 che andarono a Siracusa) vennero spartite tra i DL di Catania e Palermo, per poi essere concentrate in quest'ultimo impianto nel giro di un anno.
Infine, con la razionalizzazione degli impianti del 1999, tutte le ALn 668.1600 furono concentrate nel DL di Catania.
| DL               | dic 1972 | dic 1982 | lug 1995 | lug 1996 | dic 1998 | dic 2000 |
| ---------------- | -------- | -------- | -------- | -------- | -------- | -------- |
| Bologna Centrale | 11       | –        | –        | –        | –        | –        |
| Sulmona          | 7        | –        | –        | –        | –        | –        |
| Siracusa         | 15       | 18       | 20       | 17       | 20       | –        |
| Caltanissetta    | –        | 15       | –        | –        | –        | –        |
| Palermo          | –        | –        | 7        | 16       | –        | –        |
| Catania          | –        | –        | 6        | –        | 13       | 33       |
| Totale           | 33       | 33       | 33       | 33       | 33       | 33       |

### Principali servizi
Le ALn 668.1600 assegnate per alcuni anni al DL di Bologna Centrale prestarono servizio essenzialmente in Romagna sulle brevi linee facenti capo a Faenza, Lugo e Lavezzola, al fianco delle ALn 880.
Le ALn 668.1600 assegnate al DL di Sulmona prestarono servizio sulle linee dal difficile profilo altimetrico intorno alla cittadina abruzzese, in particolare sull'importante relazione Sulmona-Aquila-Rieti-Terni (164 km) e sulla Sulmona-Roccaraso-Castel di Sangro-Carpinone-Isernia (129 km), su cui effettuavano anche due coppie di espressi Pescara-Sulmona-Isernia-Napoli.
A una 1600 del DL di Sulmona distaccata a Giulianova era inoltre affidato il servizio sulla breve ferrovia Giulianova-Teramo (26 km) e due coppie dirette Pescara-Teramo.
Con la loro presenza quarantennale nei depositi siciliani le ALn 668.1600 furono protagoniste sulla vasta e acclive rete non elettrificata della Sicilia centro orientale, condividendo con le ALn 668.1500 del DL di Catania, a partire dal 2000, i turni per Roccapalumba e Agrigento sulle linee Catania-Caltagirone-Gela, Siracusa-Modica-Licata-Caltanissetta.

### Accantonamenti e radiazioni
Il progressivo accantonamento delle ALn 668.1600 iniziò nel 2002 e si protrasse fino al giugno 2009, quando furono ritirate dal servizio le ultime unità della serie.
Le tre automotrici ALn 668.1619, 1627 e 1631 furono acquistate dalle Ferrovie Emilia Romagna (FER) assieme ad alcune rimorchiate Ln 882 e all'automotrice ALn 668.1536, utilizzata per fornire pezzi di ricambio.

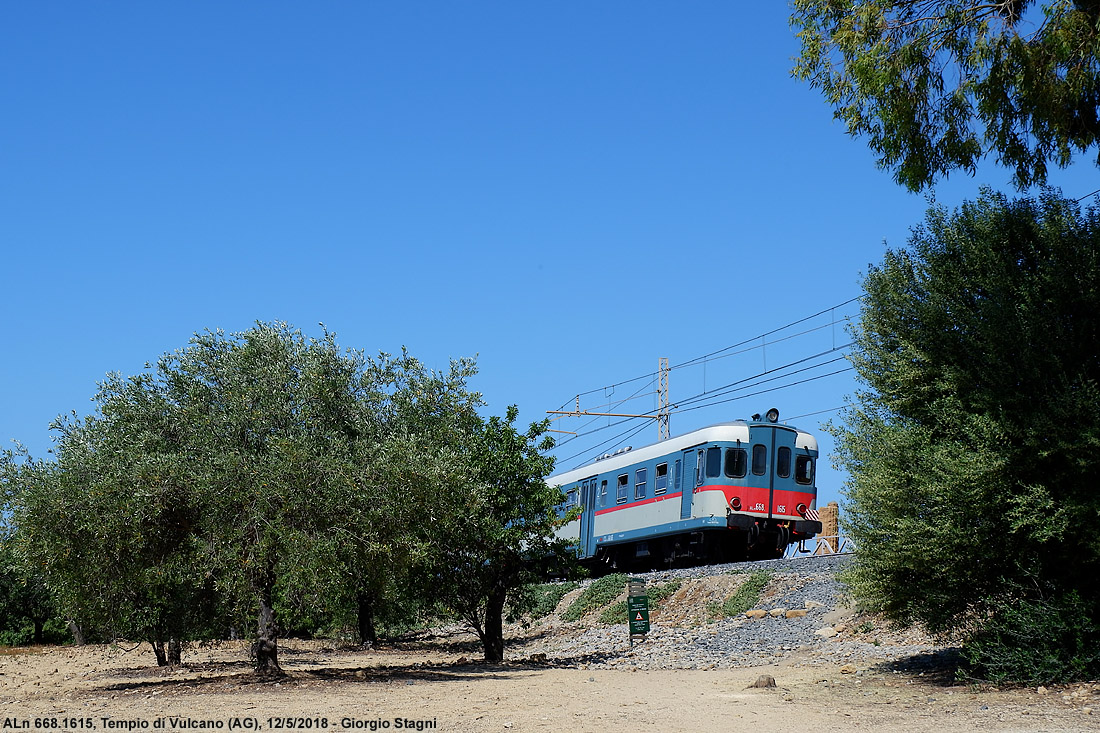
Le automotrici e 1616 in sosta alla fermata Tempio di Vulcano

### Unità preservate
Nel gennaio 2010, alla conclusione del servizio ordinario, le automotrici ALn 668.1615 e 1616 sono state destinate al parco storico Trenitalia della Direzione Regionale Sicilia e assegnate al deposito locomotive (DL) di Palermo, affidate all'Associazione Treno D.O.C. Prima del trasferimento a Palermo le automotrici sono state sottoposte alla revisione delle parti meccaniche, elettriche e pneumatiche da parte delle maestranze Trenitalia del DL di Catania. Il restauro estetico, iniziato nel 2012 a cura dell'Associazione Treno D.O.C. per la cassa e di Trenitalia per gli arredamenti interni, ha ripristinato la livrea originale «grigio azzurro-beige pergamena» e ha visto la sostituzione delle poltroncine in stoffa installate nel 2007 con i sedili originali recuperati da alcune unità non ammodernate destinate alla demolizione.
Al termine del restauro le due automotrici svolgono servizio presso la ferrovia turistica dei templi.

## Modelli derivati per le ferrovie in concessione
Questa serie di automotrici fu costruita solo per le Ferrovie dello Stato.